# Монтенеро Сабино
Монтенѐро Сабѝно (на италиански: Montenero Sabino) е село и община в Централна Италия, провинция Риети, регион Лацио. Разположено е на 450 m надморска височина. Населението на общината е 310 души (към 2010 г.).